# Лагоа (Алгарве)
Лаго́а (порт. Lagoa; МФА: [ɫɐ.ˈgo.ɐ]) — муніципалітет і місто в Португалії, в окрузі Фару. Розташований у південній частині країни, на березі Атлантичного океану, на теренах історичної португальської провінції Алгарве. Належить до Фаруської діоцезії Католицької церкви в Португалії. Права міського самоврядування має з 1773 року. Поділяється на 4 парафії. За адміністративним поділом, чинним до 1976 року, був складовою провінції Алгарве. Площа муніципалітету — 88,25 км², населення муніципалітету — 22975 ос. (2011); густота населення — 260,34 осіб/км²
. Патрон — Діва Марія. Святковий день муніципалітету — 8 вересня. Поштовий індекс — 8400.  Код місцевої адміністративної одиниці — 0806. Складова статистичного регіону Алгарве.

## Географія
Лагоа розташований на півдні Португалії, на півдні округу Фару.
Лагоа межує на північному сході — з муніципалітетом Сілвеш, на північному заході — з муніципалітетом Портіман. На півдні омивається водами Атлантичного океану.
За колишнім адміністративним поділом місто належало до провінції Алгарве — сьогодні це однойменний регіон і субрегіон.

## Історія
Ще у 13 столітті територія Лагоа була завойована у маврів португальцем Доном Паю Переш Коррея (1242–1246), спочатку була приєднана до муніципалітету Сілвеша. 16 січня 1773 року було утворено окремий муніципалітет Лагоа за наказом португальського короля Дона Жозе, у цьому ж році надано статус селища. У 1775 році селище було практично знищене землетрусом. До 60-х років 20 століття в економіці району переважав вилов риби, коли на атлантичному узбережжі Лагоа почалося масове будівництво готелей та туристичних урбанізацій.

## Населення
| Кількість мешканців | Кількість мешканців | Кількість мешканців | Кількість мешканців | Кількість мешканців | Кількість мешканців | Кількість мешканців | Кількість мешканців | Кількість мешканців | Кількість мешканців | Кількість мешканців | Кількість мешканців | Кількість мешканців | Кількість мешканців | Кількість мешканців |
| ------------------- | ------------------- | ------------------- | ------------------- | ------------------- | ------------------- | ------------------- | ------------------- | ------------------- | ------------------- | ------------------- | ------------------- | ------------------- | ------------------- | ------------------- |
| 1864                | 1878                | 1890                | 1900                | 1911                | 1920                | 1930                | 1940                | 1950                | 1960                | 1970                | 1981                | 1991                | 2001                | 2011                |
| 10 094              | 10 678              | 10 455              | 12 135              | 12 992              | 12 858              | 13 088              | 13 825              | 13 680              | 13 846              | 13 717              | 15 635              | 16 780              | 20 651              | 22 975              |

## Парафії
1. Ештомбар (порт. Estômbar)
2. Лагоа (порт. Lagoa)
3. Паршал (порт. Parchal)
4. Поршеш (порт. Porches)
5. Прая-ду-Карвоейру (порт. Praia do Carvoeiro)
6. Феррагуду (порт. Ferragudo)

## Економіка, побут, транспорт
Економіка району головним чином представлена туризмом. Паралельно розвиваються торгівля, будівництво та промисловість. На території муніципалітету знаходяться 20 пляжів, 4 з яких відмічені «синім прапорцем» за якість та чистоту (порт. Praia dos Caneiros, Praia de Carvoeiro, Praia da Senhora da Rocha, Praia do Vale de Centeanes).
Місто як і муніципалітет в цілому має добре розвинуту транспортну мережу: з'єднане з Фару  швидкісною автомагістраллю А-22 (відоміша як «Via do Infante») та національною автомобільною дорогою N-125, з Лісабоном — A-2 та IC-1. Ештомбар має залізничну станцію приміського сполучення на Лінії Алгарве.

## Туризм
Серед архітектурних пам'яток особливий інтерес викликають фортеця Сан-Жуау-ду-Араде (порт. Forte de São João do Arade), декілька церков та каплиць як у самому місті так і на території муніципалітету (порт. Igreja Matriz de Lagoa, Igreja Matriz de Estômbar), два монастиря (порт. Convento de São José, Convento de Nossa Senhora do Carmo).

## Галерея

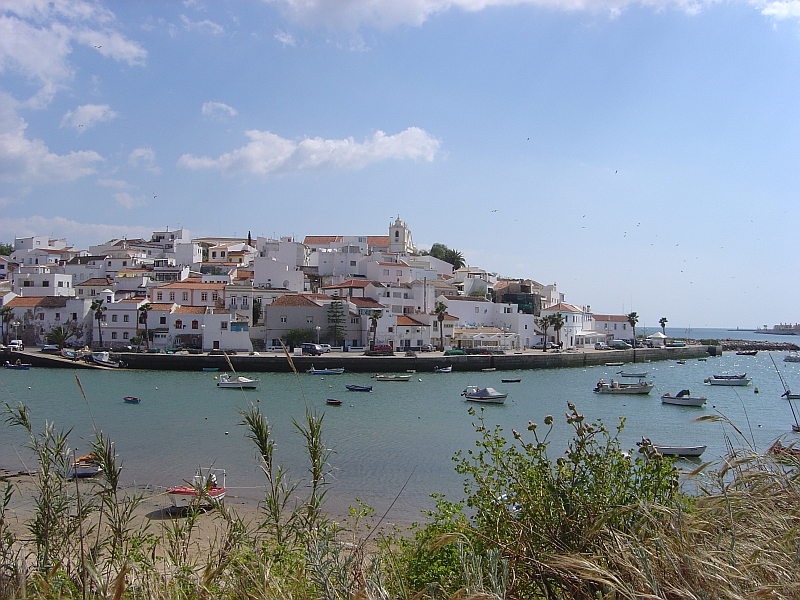
Вигляд на селище Феррагуду
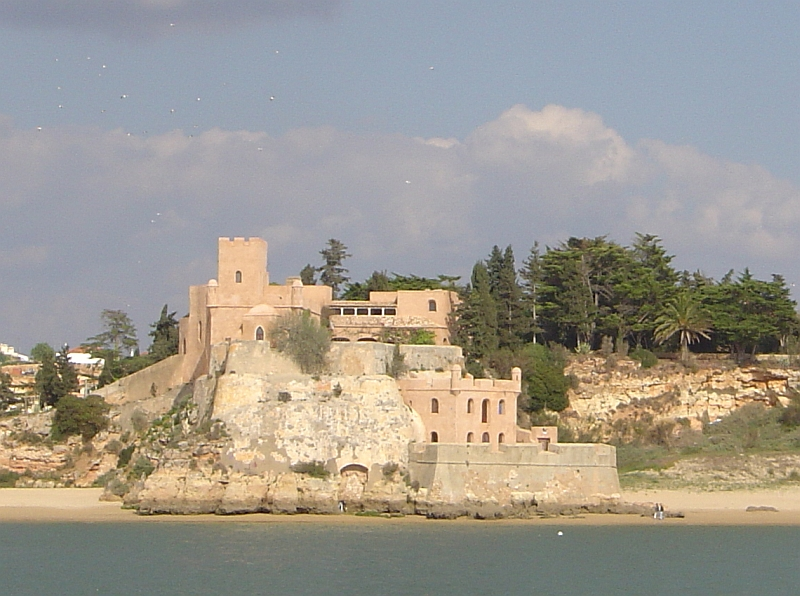
Фортеця Сан-Жуау-ду-Араде
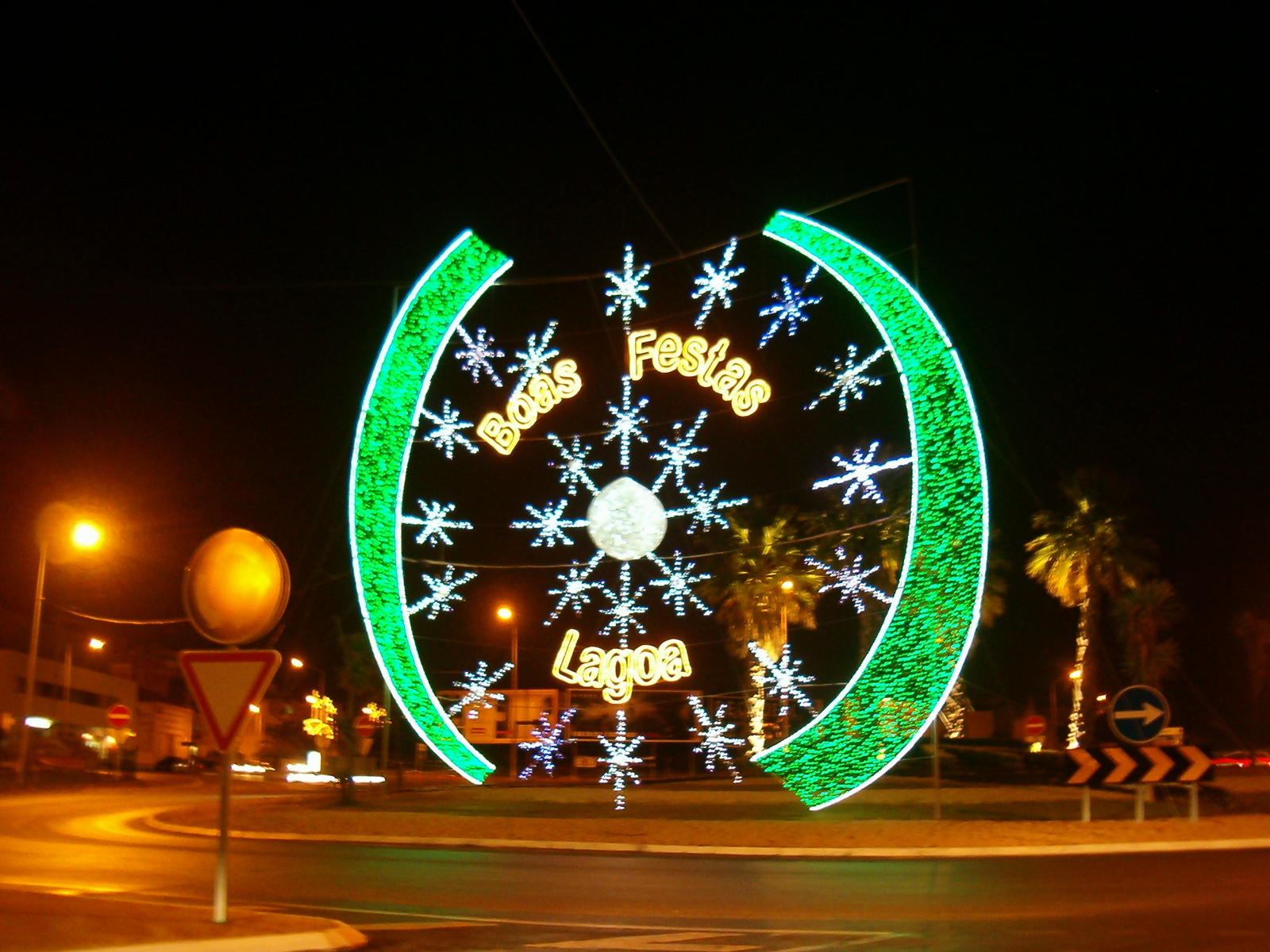
Різдвяні декорації вночі